# Anker Meyer Andersen
Anker Meyer Andersen (Copenhaguen, 28 de maig de 1910) va ser un ciclista danès, que fou professional entre 1933 i 1949. Es dedicà principalment al ciclisme en pista. Va guanyar dues medalles de bronze als Campionat del món amateur en velocitat.

## Palmarès
- 1932
  -  Campió de Dinamarca amateur en velocitat
  - 1r a la Nordisk Mesterskab amateur en quilòmetre contrarellotge
  - 1r a la Nordisk Mesterskab amateur en deu quilòmetre contrarellotge
- 1933
  -  Campió de Dinamarca amateur en velocitat
  - 1r a la Nordisk Mesterskab amateur en quilòmetre contrarellotge
  - 1r a la Nordisk Mesterskab amateur en deu quilòmetre contrarellotge
- 1942
  -  Campió de Dinamarca en velocitat